# Rafael Orozco, el ídolo
Rafael Orozco, el ídolo er en colombiansk tv-serie fra 2012. Hovedrollerne spilles af henholdsvis Alejandro Palacio (Rafael Orozco Maestre), Taliana Vargas (Clara Elena Cabello), Maritza Rodríguez (Martha Mónica Camargo) og Mario Espitia (Ernesto "Teto" Tello).